# Котгассер, Алоиз
Алоиз Котгассер (нем. Alois Kothgasser; (29 мая 1937 — 22 февраля 2024) — архиепископ Зальцбурга с 2003 по 2013 год.
Родился в Лихтенегге, округ Фельдбах, Штирия.
Окончил гимназию салезианцев Дона Боско в Унтервальтерсдорфе в Нижней Австрии (1955). После трех лет работы преподавателем в Унтервальтерсдорфе и Клагенфурте начал изучать теологию в Турине-Крочетте в Папском Атенеуме салезианцев.
9 февраля 1964 года в Турине рукоположён в священники. Затем завершил докторантуру в Папском Салезианском университете в Риме, где защитил диссертацию на тему «Развитие догматов и функция Духа-Утешителя согласно постановлениям Второго Ватиканского собора».
С 1968 по 1978 год работал преподавателем догматики (со специализацией на теологической антропологии) и истории теологии в Риме. С 1978 по 1980 год внештатный профессор в Папском Салезианском университете, где также занимал должность директора Института салезианской духовности. С 1980 года приглашенный профессор догматики в философско-теологическом колледже Бенедиктбойерна, с 1982 по 1997 год штатный профессор. Был там ректором дважды: с 1982 по 1988 и с 1994 по 1997 год.
10 октября 1997 года назначен епископом Инсбрука. 23 ноября 1997 года рукоположён своим предшественником Райнхольдом Штехером, которому сослужили епископ Грац-Зеккау Иоганн Вебер и епископ Больцано-Бриксена Вильгельм Эггер .
23 ноября 2002 года избран архиепископом Зальцбурга, сменив Георга Эдера. Вступил в должность 10 января 2003 года. Таким образом он стал 90-м епископом Зальцбурга, 89-м преемником святого Руперта и 78-м архиепископом и митрополитом церковной провинции Зальцбург, в которую входят епархии Гурк, Грац-Зеккау, Инсбрук и Фельдкирх.
18 апреля 2012 года подал в отставку в связи с возрастом и попросил не продлевать срок его полномочий. 4 ноября 2013 года папа Франциск принял отставку и назначил его апостольским администратором архиепархии Зальцбурга. Его преемник Франц Лакнер вступил в должность 7 января 2014 года.
Алоиз Котгассер умер вечером 22 февраля 2024 года в своих апартаментах в Архиепископской семинарии в Зальцбурге. Похоронен в склепе Зальцбургского собора.
Кавалер Ордена Святого Гроба Господнего Иерусалимского (2001).
Сочинения:
- mit Walter Kasper, Albert Biesinger: Weil Sakramente Zukunft haben: Neue Wege der Initiation in Gemeinden, Matthias-Grünewald-Verlag 2008 (2. Auflage), ISBN 978-3-7867-2711-8
- mit Walter Kasper, Albert Biesinger, Jörn Hauf: Weil Taufe Zukunft gibt — Wegmarken für eine Weiterentwicklung der Taufpastoral, Matthias-Grünewald-Verlag 2011, ISBN 978-3-7867-2903-7
- mit Clemens Sedmak: Jedem Abschied wohnt ein Zauber inne: Von der Kunst des Loslassens, Topos plus 2015, ISBN 978-3-8367-1022-0
- mit Martin Kolozs: Alois Kothgasser: Mein Leben in Stationen. Tyrolia 2020, ISBN 978-3-7022-3837-7